# Axali Doëseb
Axali Jakobus Doëseb (* 1954 in Okahandja, Südwestafrika; † 27. Oktober 2023 in Windhoek) war ein namibischer Musiker, Dirigent und Komponist.

## Leben
Zu seinen Werken gehören Melodie und Text (gemeinsam mit anderen) der namibischen Nationalhymne Namibia, Land of the Brave und die Liturgie der Evangelisch-Lutherischen Kirche in der Republik Namibia. Für die Komposition der Nationalhymne erhielt er 2023 zwei Millionen Namibia-Dollar.
Doëseb war zudem an der Entwicklung der Hymne der Afrikanischen Union Let Us All Unite and Celebrate Together beteiligt. Er erhielt 2014 den Namibian Annual Music Award (NAMA) für sein Lebenswerk.
Doëseb hielt ab 1997 ein Diplom der Hochschule für Kirchenmusik in Herford (Deutschland) sowie einen Bachelor in Musikwissenschaften  aus dem Vereinigten Königreich.
Axali Doëseb war der erste schwarze Dirigent des Namibischen Symphonieorchesters. Ab 2019 war er Jurymitglied des namibischen Musikpreises NAMA.
Er starb am 27. Oktober 2023 im Alter von 69 Jahren und hinterließ seine Ehefrau sowie Kinder. Doëseb soll ein Staatsbegräbnis erhalten.